# Johann Leon
Johann Leon, född i Thüringen, död 1597 i Wölfis, var en tysk kyrkoherde och psalmförfattare. Han finns representerad i 1695 års psalmbok, 1819 års psalmbok och 1937 års psalmbok med ett verk. En av Johann Leons kändare psalmer är "Ich hab mein Sach Gott heimgestellt" vilken Johann Sebastian Bach tonsatt.

## Psalmer
- Nu denna dag förliden är (1695 nr 374, 1819 nr 441, 1937 nr 441), texten översatt av Petrus Brask